# L'Accident de piano
Pour plus de détails, voir Fiche technique et Distribution.
L'Accident de piano est une comédie noire française écrite et réalisée par Quentin Dupieux, sortie en 2025.

## Synopsis
Quelque part, un piano tombe du ciel.
Magalie, une jeune femme avec un bras dans le plâtre et un appareil dentaire, se rend dans un chalet en montagne, accompagnée de son assistant personnel, Patrick. Sur le trajet, un corbeau est tué. Magalie l'enfouit dans la neige, et lui souhaite de se réincarner en quelque chose de meilleur. 
Magalie est une autrice de vidéos publiées sur le web qui l'ont rendue riche et célèbre. En rentrant des courses le lendemain, Magalie est d'ailleurs suivie par un homme en scooter, qui s'avère être un de ses fans. L'homme s'enfuit, repoussé par Magalie qui lui lance les yaourts qu'elle vient d'acheter.
Magalie reçoit un appel téléphonique d'une journaliste, sœur d'un homme qui a reçu 500 000 euros de la part de Magali pour garder le silence au sujet de l'accident de piano. Magalie pense que la journaliste veut en fait coucher avec elle, mais la journaliste souhaite simplement obtenir une interview exclusive, qui serait une première. L'entretien a lieu dans un gymnase. Magalie rappelle qu'elle est affectée d'une insensibilité congénitale à la douleur, ce qui lui permet, depuis l'adolescence, de réaliser des vidéos dans lesquelles elle réalise des expériences extrêmes sur son corps : électrification avec une batterie de voiture, coups de marteau, pic à glace, machine à coudre, coup de batte de baseball à vive allure, etc. C'est la source de sa popularité et de sa richesse. 
La dernière expérience prévue était la chute contrôlée d'un piano, suspendu au bout d'une grue. Pour que cela soit plus impressionnant, Magalie a demandé avec insistance au grutier de monter le piano encore plus haut, alors que la sécurité ne pouvait être garantie. S'irritant contre son refus, elle s'en est prise à l'homme qui a perdu le contrôle du piano ; celui-ci chuté et la coiffeuse personnelle de Magalie a été tuée sur le coup. Patrick a dû enterrer le cadavre tandis que Magalie a acheté le silence du grutier. Mais celui-ci a tout de même révélé l'information à sa sœur. 
L'entretien entre celle-ci et Magalie bloque sur le refus de celle-ci d'expliquer les raisons profondes qui la poussent à continuer à continuer à réaliser ses vidéos, au point que la journaliste interrompt l'interview et quitte les lieux. 
Craignant que la journaliste ne révèle tout à la police, Magalie la rejoint le soir même à l'hôtel où elle loge, sous prétexte de se faire pardonner, munie d'une cagoule et d'un instrument tranchant. Après avoir tué la journaliste et deux témoins, Magalie retourne au chalet et noue un fil à une poutre pour se pendre. L'homme fanatique et son petit frère, qui s'étaient introduits dans le chalet pendant son absence et se sont cachés dans un placard, sont repérés par Magalie. Ils prennent un selfie avec elle, alors qu'elle a le fil autour du cou, puis s'en vont sans se préoccuper d'elle. Magalie commence à se filmer, comme pour chacune de ses vidéos, et saute.
Quelques heures plus tard, dans la matinée, le corbeau précédemment tué sort de la neige et s'envole.

## Fiche technique
- Titre original : L'Accident de piano
- Réalisation, scénario, photographie et montage : Quentin Dupieux
- Musique : Quentin Dupieux (crédité Mr. Oizo) et Chilly Gonzales (postlude)
- Costumes : Justine Pearce
- Son : Guillaume Le Braz
- Production : Hugo Sélignac
- Sociétés de production : Chi-Fou-Mi Productions, Arte France Cinéma, Auvergne-Rhône-Alpes Cinéma
- Société de distribution : Diaphana Distribution (France)
- Budget : 8,6 millions d'euros
- Pays de production :  France
- Langue originale : français
- Format : couleur — 1,50:1 — Dolby Digital 5.1
- Genre : comédie noire
- Durée : 88 minutes
- Dates de sortie :
  - France : 16 juin 2025 (avant-première au cinéma Star Saint-Exupéry de Strasbourg[2]) ; 2 juillet 2025 (sortie nationale)[3]

## Distribution
- Adèle Exarchopoulos : Magalie Moreau
- Jérôme Commandeur : Patrick Balandras
- Sandrine Kiberlain : Simone Herzog, la journaliste
- Karim Leklou : Roméo
- Gabin Visona : Karim, le petit frère de Roméo
- Clara Choï : la coiffeuse
- Georgia Scalliet : la femme de Patrick

## Production

### Tournage
Le tournage se déroule dans le département du Var en janvier 2025, et en Haute-Savoie jusqu'en février (Megève, un hôtel à Combloux et un gymnase à Sallanches).

## Accueil

### Sortie
Une première affiche énigmatique et une bande-annonce sont dévoilées début juin 2025,.

### Box-office
| Pays ou région | Box-office      | Date d'arrêt du box-office | Nombre de semaines |
| -------------- | --------------- | -------------------------- | ------------------ |
| France         | 335 960 entrées | -                          | 4                  |
| Total mondial  | 2 704 456 $     | -                          | -                  |